# Domenico Martinelli
Domenico Martinelli (30 de noviembre de 1650– 11 de septiembre de 1718) fue un arquitecto italiano que trabajó para Carlo Fontana durante 1678. Fue una figura influyente en el desarrollo del estilo Barroco en la parte norte de los Alpes. En 2010 se le dedicó un homenaje musical llamado "Project Martinelli" en Múnich.

## Biografía
Nacido en Luca, Toscana, y ordenado sacerdote en su ciudad natal, estudió en la Academia de San Lucas de Roma, donde también  enseñó arquitectura y perspectiva. Durante su vida, viajó por la mayor parte de Europa,desde Italia, a Austria, Bohemia, Moravia, Polonia y los Países Bajos. No tan conocido como sus contemporáneos, trabajó con Johann Bernhard Fischer von Erlach y Johann Lukas von Hildebrandt.

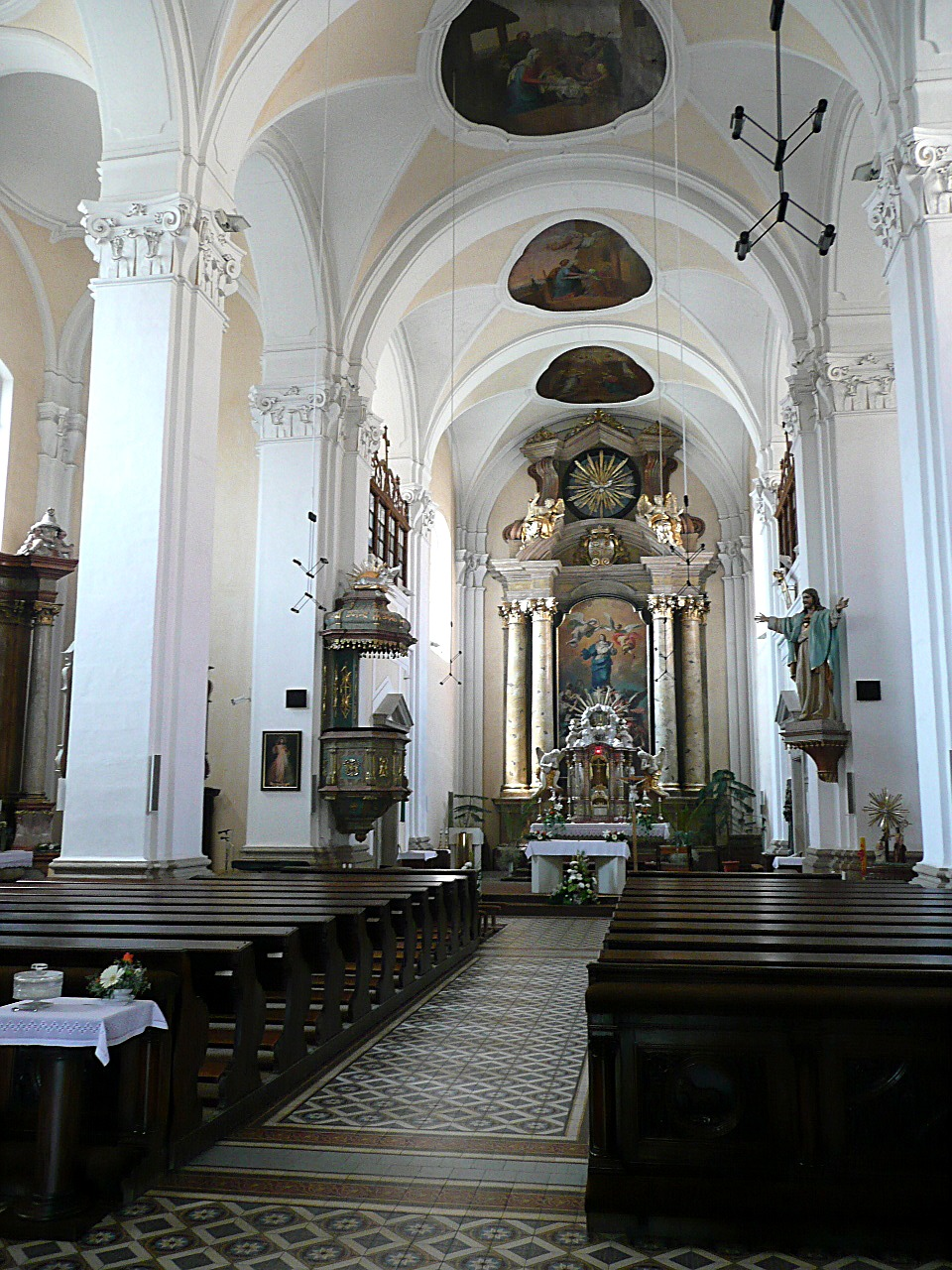
Interior de la Iglesia de la Virgen María en Uherský Brod, República Checa. Arquitecto: Domenico Martinelli.

Su influencia en el estilo Barroco se muestrade forma notable en su obra del Stadtpalais Liechtenstein (Palacio de la Ciudad), de Viena (1692–1705), cuya elaborada escalera se inspira en la del Palacio Chigi-Odescalchi de Roma, diseñada por Bernini. Diseñó también el Palacio Harrach, el Gartenpalais (Palacio del Jardín), y el Palacio Kaunitz, en Slavkov (Austerlitz). Introdujo el cour d'honneur en este último. En sus últimos años de vida tras enseñar en la Academia de San Lucas, sufrió a causa de una enfermedad y volvía a a su ciudad natal de Luca, donde acabaría falleciendo.